# Kaolin
Pour les articles homonymes, voir Kaolin (homonymie).

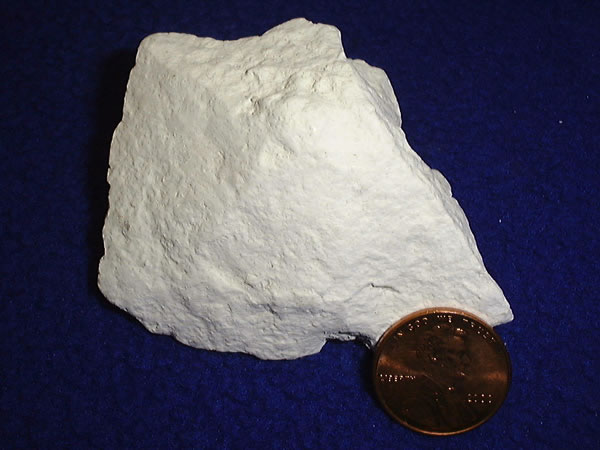
Kaolin.

Les kaolins sont des argiles blanches, friables et réfractaires, composées principalement de kaolinite, soit des silicates d’aluminium. Découverts à l’origine en Chine, ils sont à la base de la fabrication de la porcelaine, mais sont aussi utilisés dans l'industrie du papier, du verre, du cosmétique et de la médecine,.

## Historique
Le mot est dérivé du mot chinois gaoling (高岭), signifiant « Collines Hautes », et qui désigne une carrière située à Jingdezhen, dans la province de Jiangxi, en Chine. Le kaolin est en effet la matière première utilisée dans la fabrication de la porcelaine, découverte et invention chinoise qui a eu lieu à Jingdezhen. La technique de fabrication de la porcelaine n’a été introduite en Occident qu’au XVIIIe siècle, après qu'un jésuite français, le père d’Entrecolles, en eut observé à Jingdezhen, et décrit, le premier en occident, les procédés de fabrication dans sa correspondance.
Le premier gisement découvert en France est celui de Saint-Yrieix-la-Perche en Haute-Vienne.

## Géologie
On trouve les différents kaolins :
- dans des gisements dits « primaires », associés à des paillettes de mica et du sable de quartz ; en effet, ces gisements proviennent de l’altération sur place de roches granitiques, le kaolin lui-même résultant de l’altération des feldspaths ;

- dans des gisements dits « secondaires », qui résultent de l’entraînement de kaolin à partir de gisements primaires, et de sa redéposition.

On les trouve déposés dans des poches plutôt qu’en vastes couches stratifiées et ils sont relativement exempts d’impuretés minérales comme le fer.

### Gisements

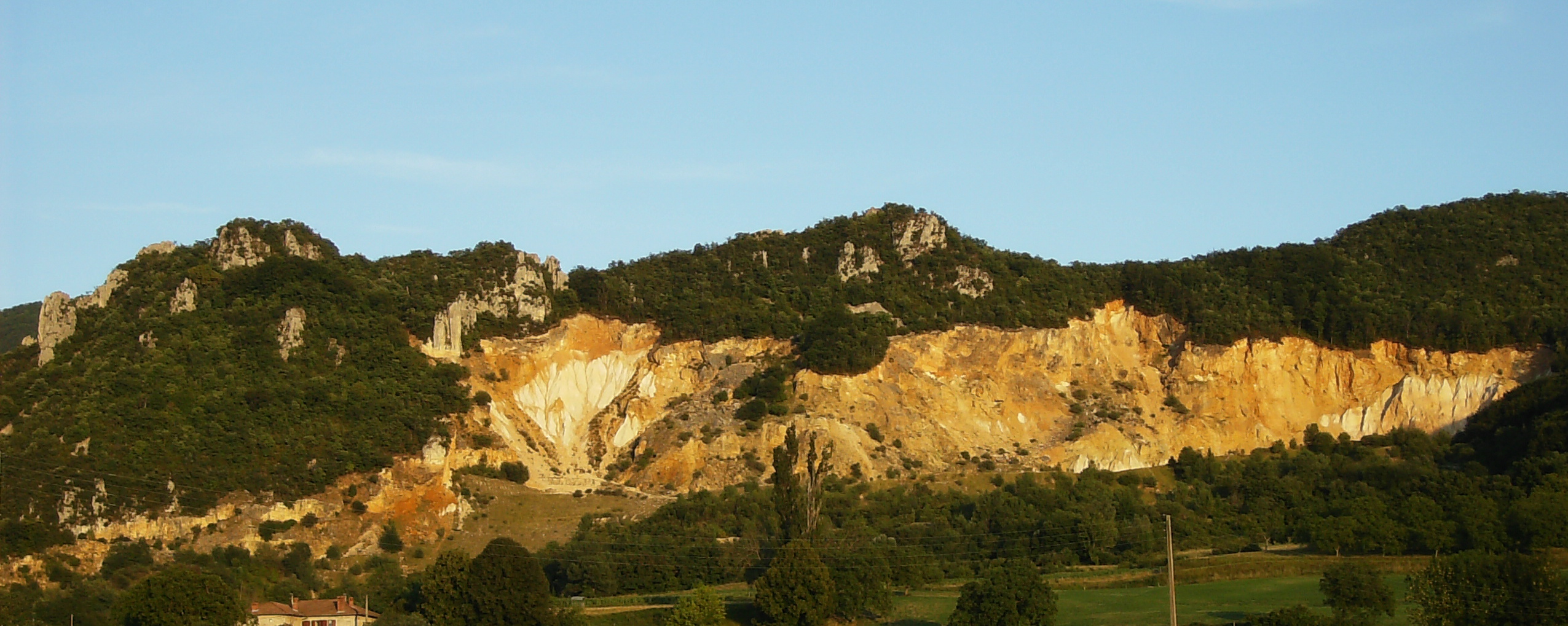
Ancienne carrière de kaolin à Beauregard-Baret (Drôme)

En 2004, le premier pays producteur de kaolin reste les États-Unis. Des gisements importants existent aussi au Brésil, en Ukraine, en Chine, et en Grande-Bretagne, tout particulièrement dans les Cornouailles.
En France, il existe des carrières de kaolin à Plœmeur (Morbihan), Berrien (Finistère), Échassières (Allier), Quessoy (Côtes-d'Armor), Montguyon (Charente-Maritime), Saint-Yrieix (Haute-Vienne) (à l'origine de la production de la porcelaine à Limoges), Larnage (Drôme) et Rochefort-Samson (Drôme).

## Propriétés physico-chimiques
De grain grossier et beaucoup moins plastiques que la plupart des argiles sédimentaires, les kaolins purs sont très réfractaires et leur point de fusion dépasse 1 800 °C. Employés seuls, ils sont d’une utilisation difficile à cause de leur faible plasticité et de leur point de fusion élevé. Par conséquent, l’ajout d’autres matériaux au kaolin permet de le rendre plus plastique et d’abaisser son point de fusion afin d’obtenir des pièces vitrifiées. Ces kaolins ainsi modifiés sont alors appelés porcelaines.
Ils sont aussi utilisés comme pigments. Mats, ils donnent une couleur peu prononcée. Ils sont parfois utilisés en peinture décorative, comme sur les masques Okuyi.
Les poudres de kaolin sont préparées industriellement par broyage, extraction des résidus de fer par aimantation et cuisson à 1 200 °C pour éliminer les impuretés d'origine organique. Les poudres ainsi obtenues sont suffisamment pures pour être incorporées aux peintures ou aux céramiques de haut de gamme.

## Utilisations

### Porcelaine
Le kaolin a été utilisé pour permettre la forme raffinée de l'art de la céramique qu'est la porcelaine chinoise, qui s'est perfectionnée peu à peu depuis la dynastie des Han, il y a deux millénaires.[réf. souhaitée]
En 1709, le chimiste allemand Johann Friedrich Böttger cherche à imiter les porcelaines en provenance de Chine ou du Japon. Fuyant la Prusse il s'exile en Saxe et découvre les propriétés de la kaolinite d'Aue (Saxe) qui permet d'obtenir une porcelaine blanche. C'est le début de l'essor de la porcelaine de Saxe à partir de la manufacture de Meissen (de) fondée en 1710 à Meissen.[réf. souhaitée]
Chavagnac & Grollier (1906) donnent 1765 comme date de la première découverte d'un gisement de kaolin français. Le gisement de Saint-Yrieix-la-Perche, proche de Limoges, n'est découvert qu'entre 1765 et 1770 par Jean-Baptiste Darnet, qui signale à un apothicaire bordelais, Villaris, l’existence de terre blanche utilisée par sa femme pour faire sa lessive.

### Industrie du papier
Le kaolin est surtout utilisé dans l'industrie papetière à la fois comme charge dans la masse du papier et comme revêtement de surface. Il permet de réduire la quantité de pâte à papier, assez chère, et améliore les propriétés optiques. Sa blancheur augmente l'éclat et l'opacité à la surface du papier, tandis que la taille et la forme des particules individuelles de kaolin lui procurent le brillant et la qualité d'impression requis pour certains types de papier.

### Industrie du caoutchouc
Le kaolin peut être utilisé dans la formulation des mélanges caoutchouc pour améliorer la résistance à l'abrasion et la résistance mécanique. De plus, sa blancheur permet d'obtenir une base claire que l'on peut colorer en ajoutant un pigment[réf. souhaitée].

### En médecine
Le kaolin est utilisé comme activateur pour tester la coagulabilité du plasma dans certains tests biologiques (temps de céphaline activée).

#### Ingestion
Il est également utilisé comme antidiarrhéique.
Au Moyen-Orient et en Afrique, le kaolin est traditionnellement consommé, particulièrement par les femmes enceintes, probablement à cause de carences (notamment en zinc). Cette géophagie peut susciter une addiction et des troubles de santé comme des anémies, de la constipation et des troubles rénaux.
L'argile, si elle ne provient pas de sources fiablement contrôlées, peut être contaminée par des métaux toxiques comme le plomb (responsable du saturnisme) et l'arsenic, c'est pourquoi deux médicaments (Gastropax et Neutroses) à base de cette argile ont été ajoutés (avec onze autres molécules) en 2020 à la liste noire des médicaments aux effets indésirables, disproportionnés par rapport à leur faible efficacité ou à la bénignité de la situation clinique dans laquelle ils sont autorisés (liste publiée annuellement par la revue médicale Prescrire) ; il en va de même pour la diosmectite (Smecta ou autre), l’hydrotalcite (Rennieliquo), la montmorillonite beidellitique alias monmectite (Bedelix, ou en association dans Gelox).

### En peinture
Le kaolin est présent dans bon nombre de formulations de peintures conventionnelles ou écologiques et sert également de charge principale des peintures dites « à l'argile ».

#### Peinture corporelle
Le kaolin est particulièrement utilisé dans les peintures corporelles de Côte d'Ivoire. Il symbolise à la fois la joie, la paix et le deuil. Les peintures au kaolin comprennent : des motifs de pilons géométriques, de feuilles de palmier ou de feuilles d'arbre déchirées sur le visage avec un corps tacheté (danse de réjouissance de l'ethnie dan dans la ville de Man) ; des ronds faits à l'aide de la base d'une bouteille sur le visage et la poitrine (danse de réjouissance yangbah de l'ethnie dan, dans le village de Guiizéreu) ; la peinture du visage, du corps et des paumes (cortège de kômian, ethnie agni, dans la ville d'Agnibilékrou) et la peinture du visage seule (rituel de purification d'un lieu de culte, ethnie agni, village d'Aniassué).

Peintures corporelles de Côte d'Ivoire
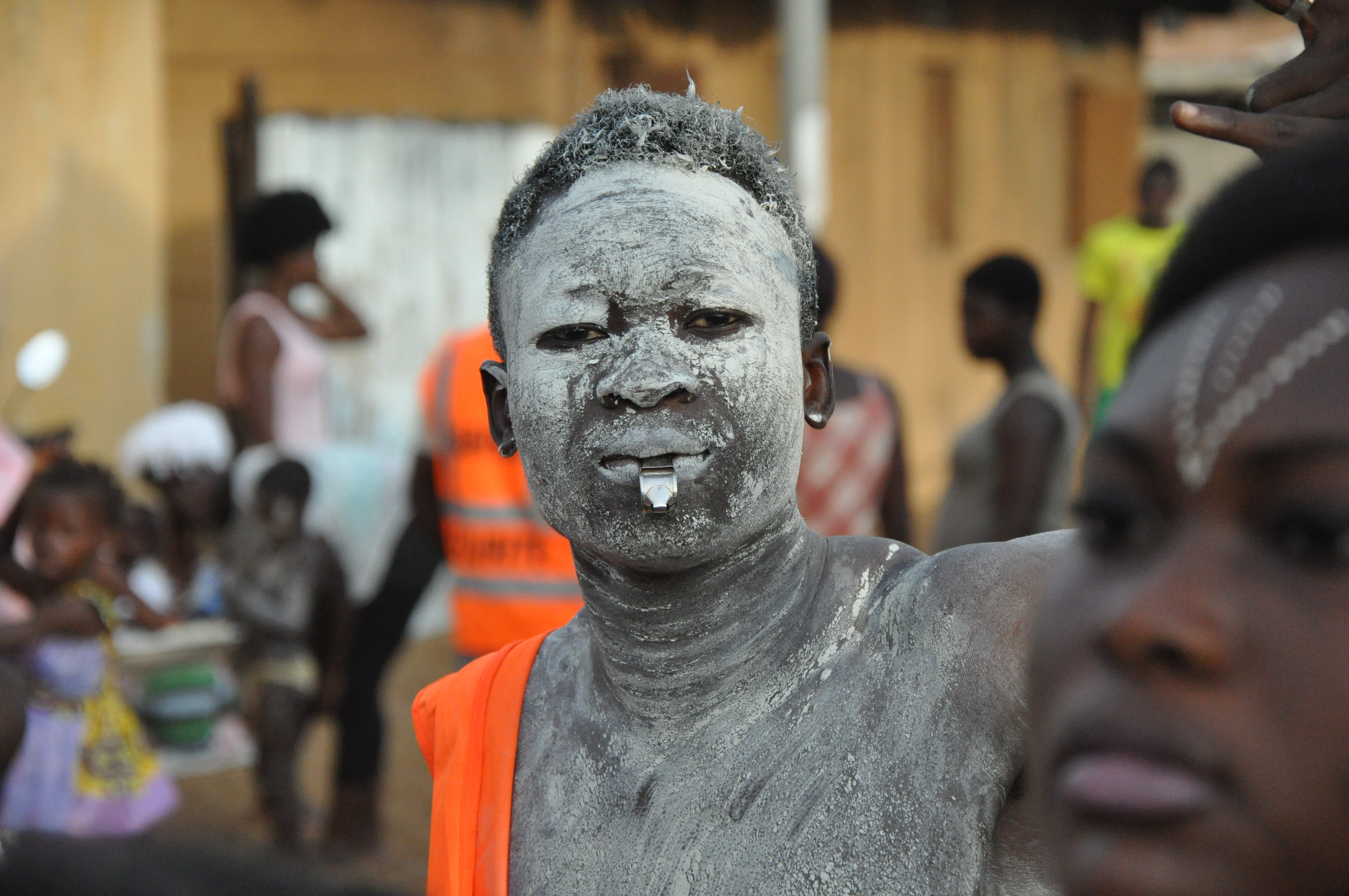
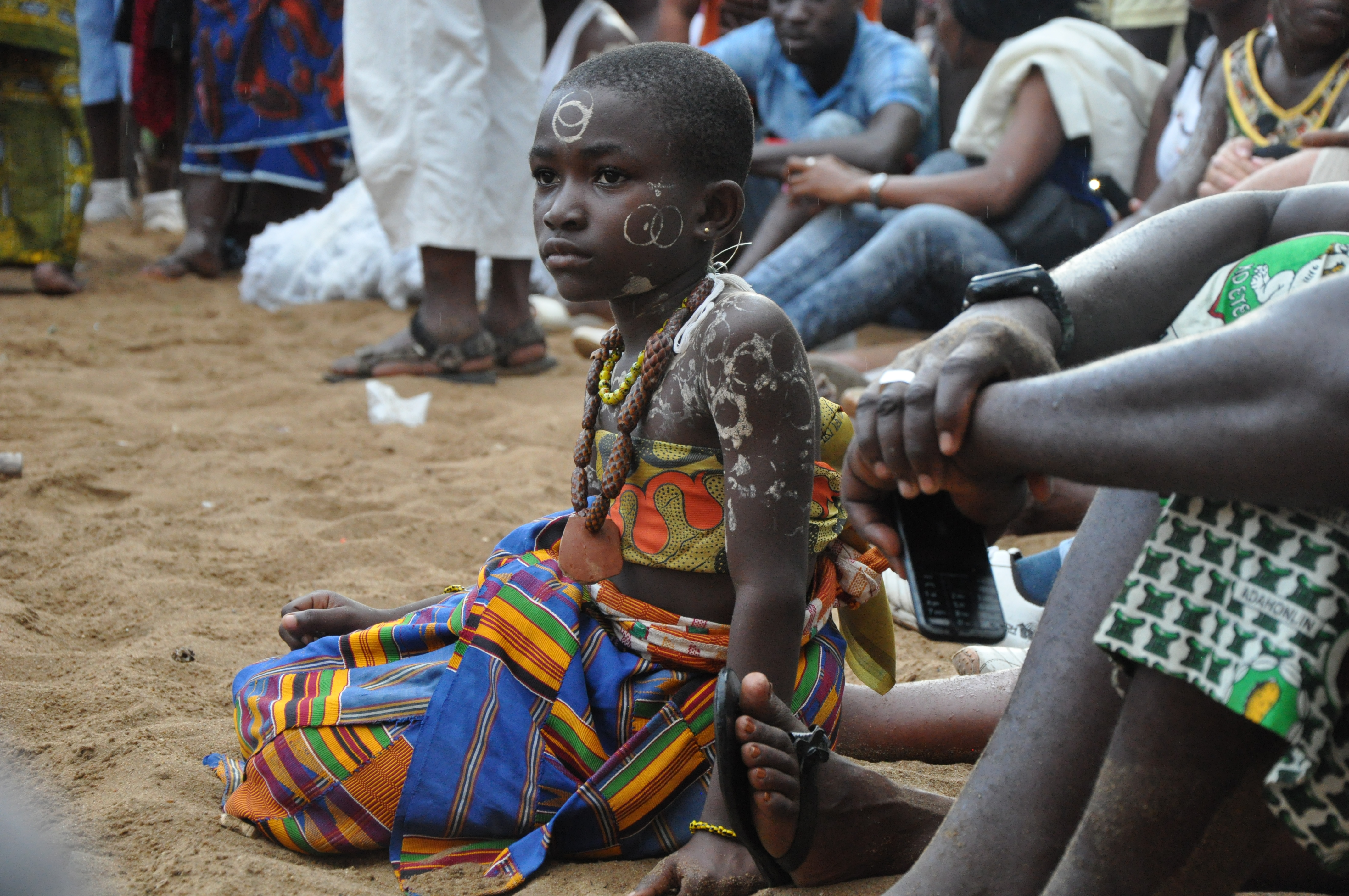
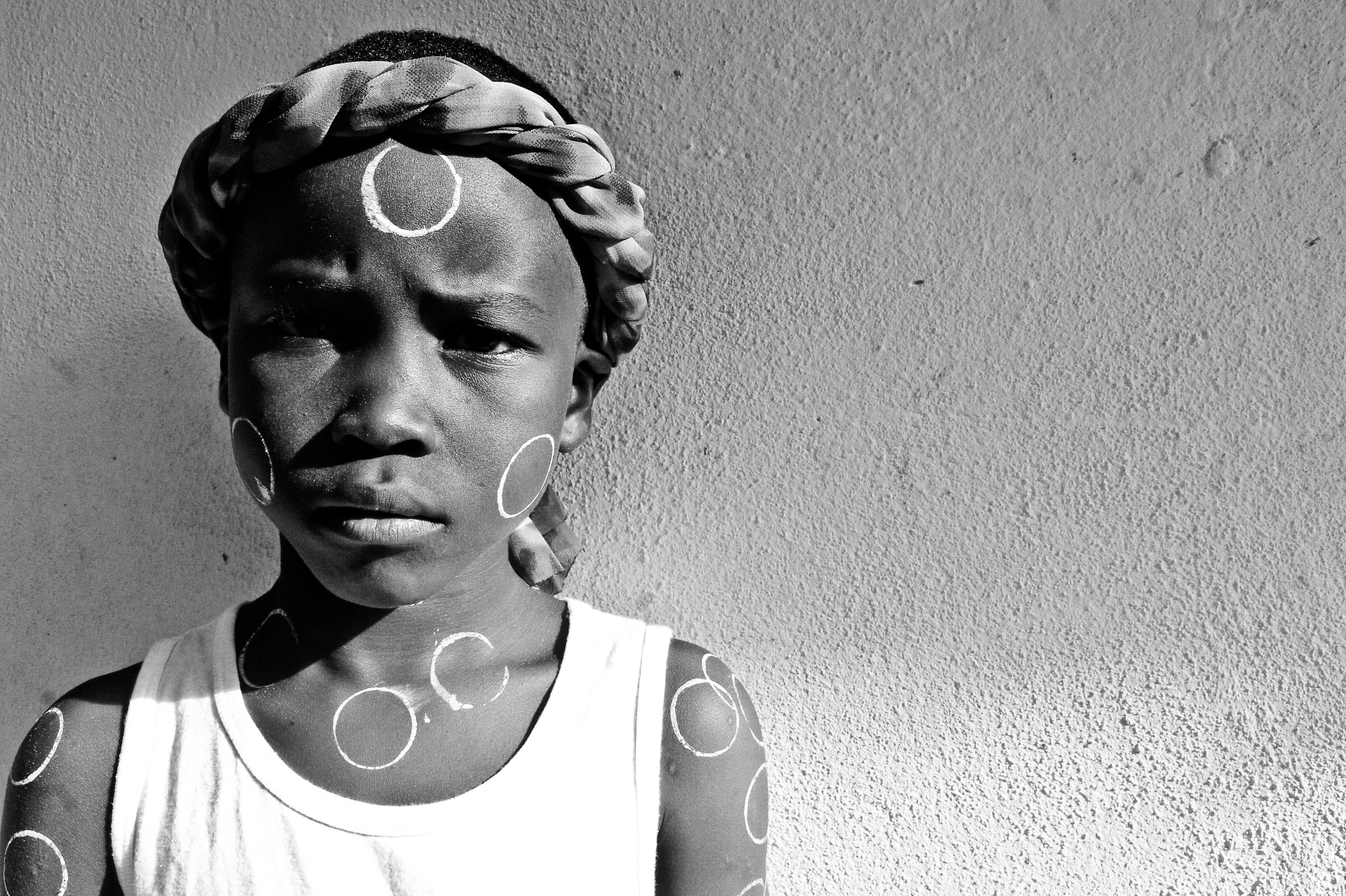
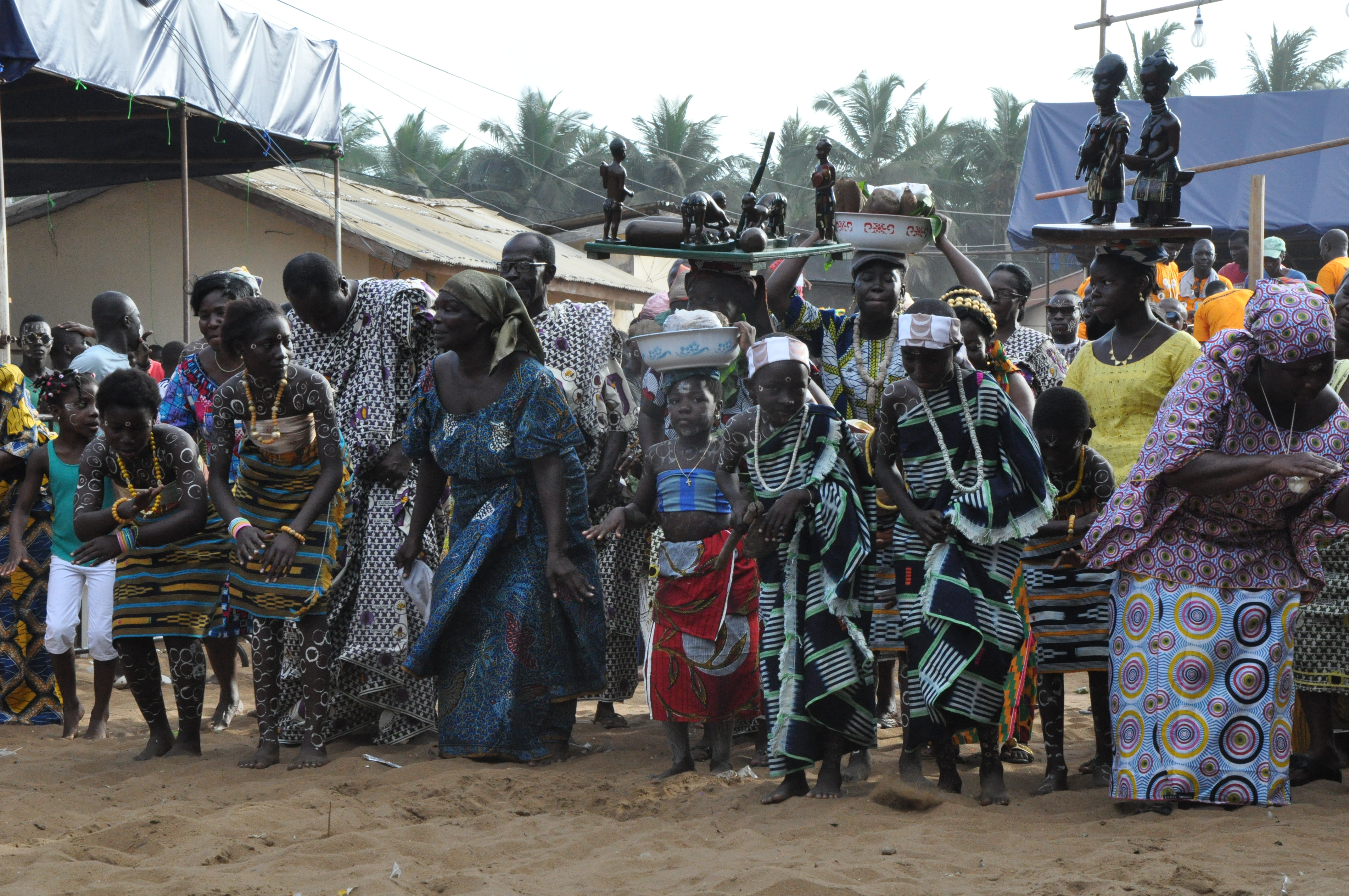

#### Bâtiment
Le kaolin peut servir comme composant pour la fabrication des ciments géopolymères.

#### Agriculture

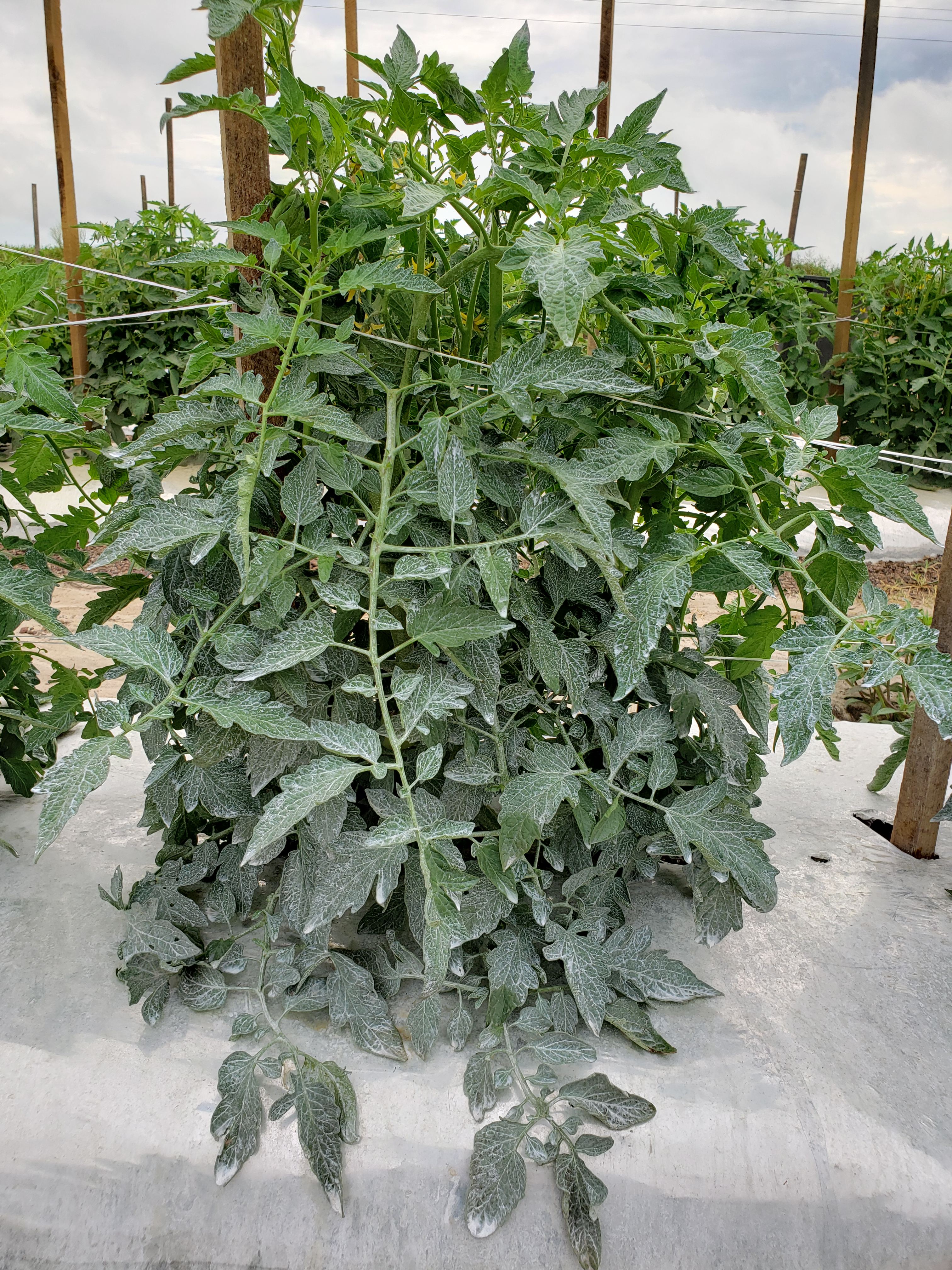
Application de fine poudre de kaolinite sur un plant de tomate pour le protéger d'une exposition excessive au soleil.

Le kaolin est utilisé dans le monde agricole sous forme d'applications foliaires. La kaolinite à usage agricole est commercialisée par BASF sous le nom Surround. Le but premier des applications de kaolin est de protéger les fruits et les parties foliaires contre une trop grande exposition au soleil pouvant parfois conduire à des dommages.
De plus, de récentes études ont démontré que la kaolinite avait des propriétés répulsives de contact contre divers insectes comme les aleurodes, les thrips ou les pucerons. La poudre de kaolin absorbe également les huiles essentielles. Lorsque les deux composants sont intimement mélangés, leurs effets s'additionnent et améliorent le contrôle des ravageurs.